# Карлин, Тревор
Тревор Карлин (англ. Trevor Carlin; род. 13 марта 1963, Сент-Олбанс, Хартфордшир, Англия) — британский автоспортивный менеджер, владелец команды Carlin Motorsport. В 2005 году Карлин был назначен спортивным директором команды Формулы-1 Jordan Grand Prix после её покупки канадским миллиардером советского происхождения Алексом Шнайдером.

## Биография
Карьеру в автогонках начал в 1980 году младшим механиком в команде PRS Racing Cars (Британская Formula Ford).
C 1984 по 1988 годы работал в Ralt Cars сначала в Англии, потом в США.
В 1988 году, по возвращении в Англию, стал руководителем новой команды Формулы-3 Bowman Racing — за следующие три года команда стала чемпионом и вице-чемпионом серии, её пилот Дэвид Брэбем выиграл Гран-при Макао 1989 года.
В 1993 году Карлин перешёл в команду West Surrey Racing, в которой при нём выступали Педро де ла Роса, Кристиано да Матта и Марк Жене.
Собственная команда Тревора Carlin Motorsport была основана в 1996 году, но уже с 1997 года она начала успешно выступать в британской Формуле-3.
В 2005 году Карлин был спортивным директором команды Формулы-1 Jordan Grand Prix, но после 7-ми этапов покинул команду из-за финансовых проблем.
В 2006 году команда Карлина подала заявку на участие в Формуле-1 с 2008 года, однако проиграла тендер команде Дэвида Ричардса — Prodrive, которая в свою очередь так и не смогла дебютировать в Ф-1 из-за запрета на клиентские шасси.
В 2009 году Тревор Карлин выставляет свои болиды в Мировой серии Рено, Евросерии Формулы-3 и Британской Формуле-3.
В 2011 году команда будет выступать и в серии GP2.
В 2018 году за помощь Билли Монгеру в возвращении в автоспорт Тревор Карлин был удостоен медали Сигрейва.